# Втори конгрес на Съюза на македонските емигрантски организации
Вторият извънреден конгрес на Съюза на македонските емигрантски организации е проведен между 17 и 18 август 1924 година в София.

## История
Провежда се под председателството на Владимир Кусев в присъствието на около 200 делегати от цяла България. Основна тема на конгреса е въпросът за изселването на бежанците от Южна Македония според Спогодбата „Калфов-Политис“. Реферати по този въпрос изнасят Велко Думев и Дамянов, след което са изготвени резолюции по въпроса, в които се заклеймява насилственото прогонване на бежанците.